# Bottrop
Bottrop is een kreisfreie Stadt in de Duitse deelstaat Noordrijn-Westfalen en het Regierungsbezirk Münster. Bottrop behoort tot het historische Münsterland en tot het Ruhrgebied. De stad telt 117.388 inwoners (31 december 2020) op een oppervlakte van 100,62 km². Op 31 december 2020 had 11,77% van de inwoners een niet-Duits staatsburgerschap (13.820 niet-Duitsers) en hadden 190 inwoners het Nederlandse staatsburgerschap.
De stad ligt aan de Emscher en het daaraan evenwijdig lopende Rijn-Hernekanaal, dat de grens vormt met Essen.
Bottrop kreeg in 1919 stadsrechten. Symbool voor de stad is de 60 m hoge uitkijktoren Tetraeder, die in 1995 werd gebouwd op een steenberg van de laatste kolenmijn van het Ruhrgebied Bergwerk Prosper-Haniel die op 21 december 2018 voorgoed de poorten sloot. Op de naastgelegen steenberg ligt de langste skihal ter wereld, het alpincenter. Verder ligt in het stadsdeel Kirchhellen het attractiepark Movie Park Germany. Kirchhellen behoort sinds 1975 tot Bottrop. Destijds had volgens de oorspronkelijke plannen ook Gladbeck met Bottrop moeten fuseren, maar een juridische procedure maakte deze fusie ongedaan.

## Stadsdelen
De stadsdelen van Bottrop zijn:
- Kirchhellen Noord-West
- Kirchhellen Midden
- Feldhausen
- Grafenwald
- Eigen
- Fuhlenbrock
- Batenbrock
- Binnenstad (Stadtmitte)
- Boy
- Welheim
- Vonderort
- Lehmkühle
- Ebel
- Welheimer Mark

## Kunst en cultuur

### Musea
- Quadrat Bottrop

## Bekende inwoners van Bottrop

### Geboren
- Josef Albers (1888-1976), kunstenaar en leraar
- August Everding (1928-1999), regisseur
- Theo Jörgensmann (1948), bassetklarinettist en componist
- Frank Tomiczek (1968), dj/producer
- Felix Passlack (1998), voetballer

## Galerij

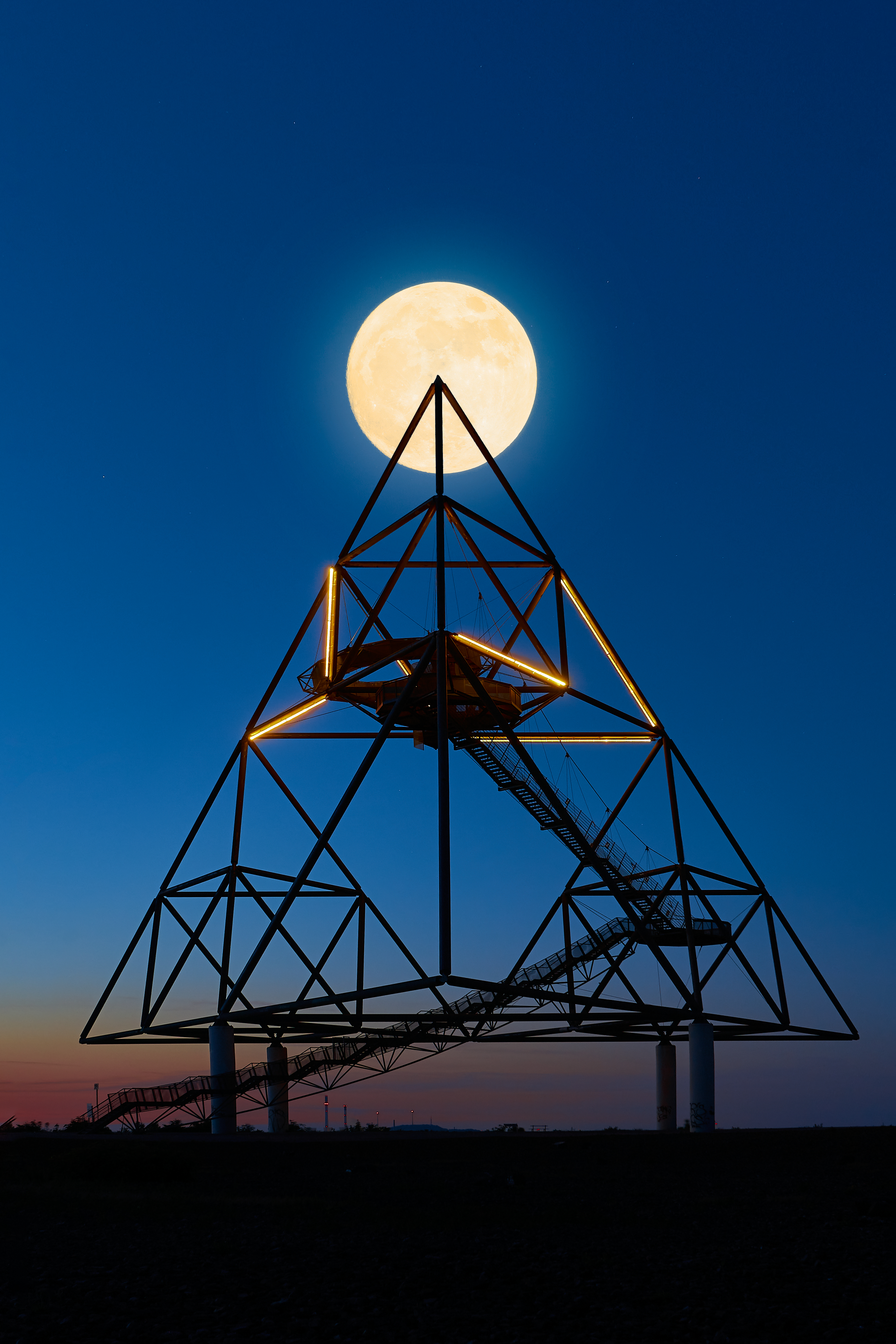
De uitkijktoren Tetraeder, symbool voor Bottrop.
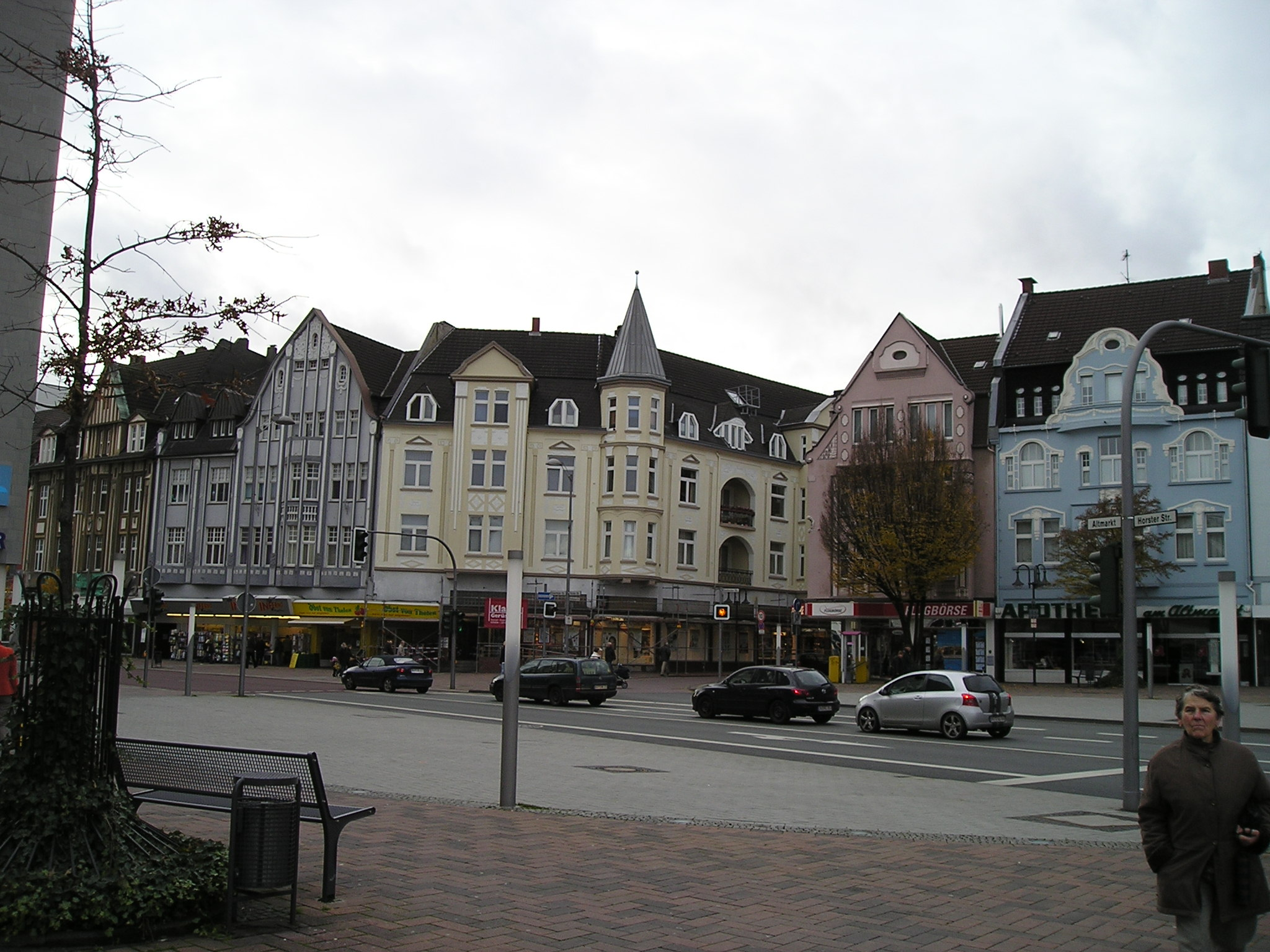
Altmarkt in de binnenstad
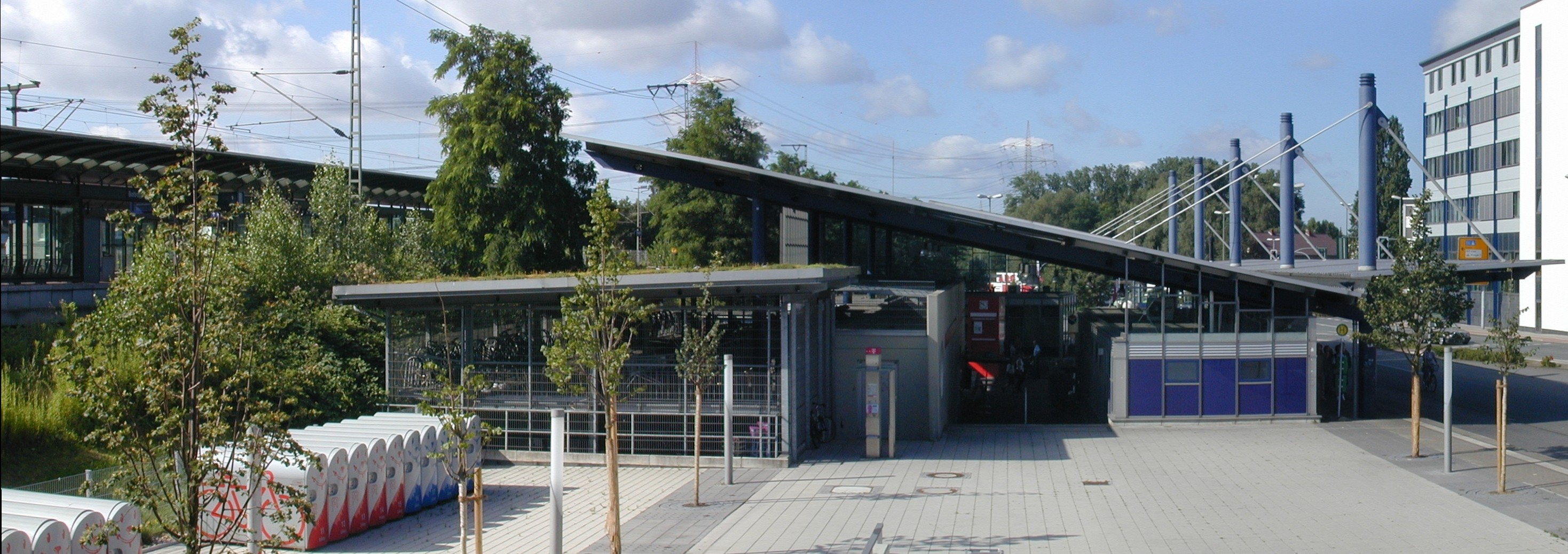
Hauptbahnhof van Bottrop
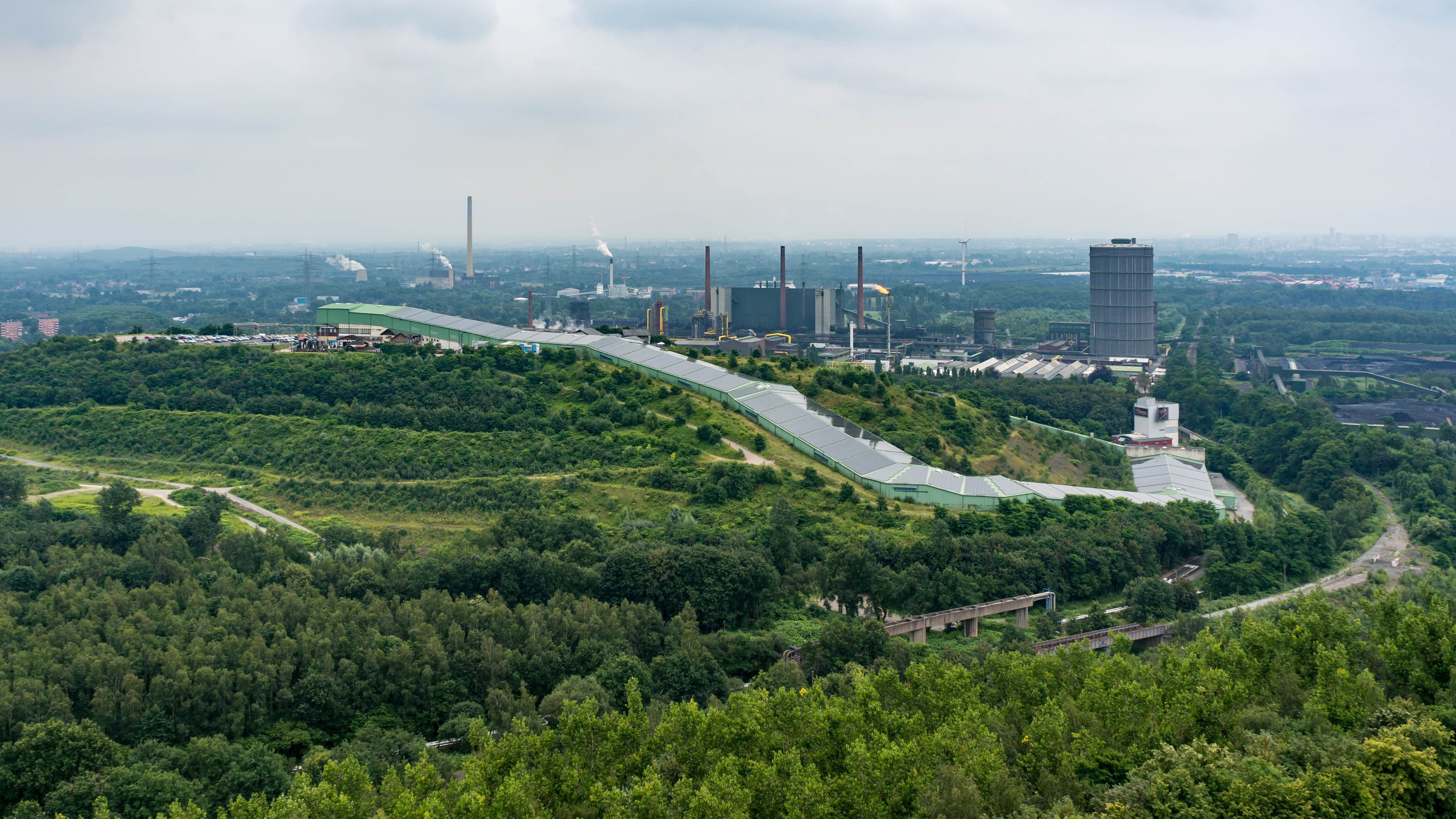
Alpincenter
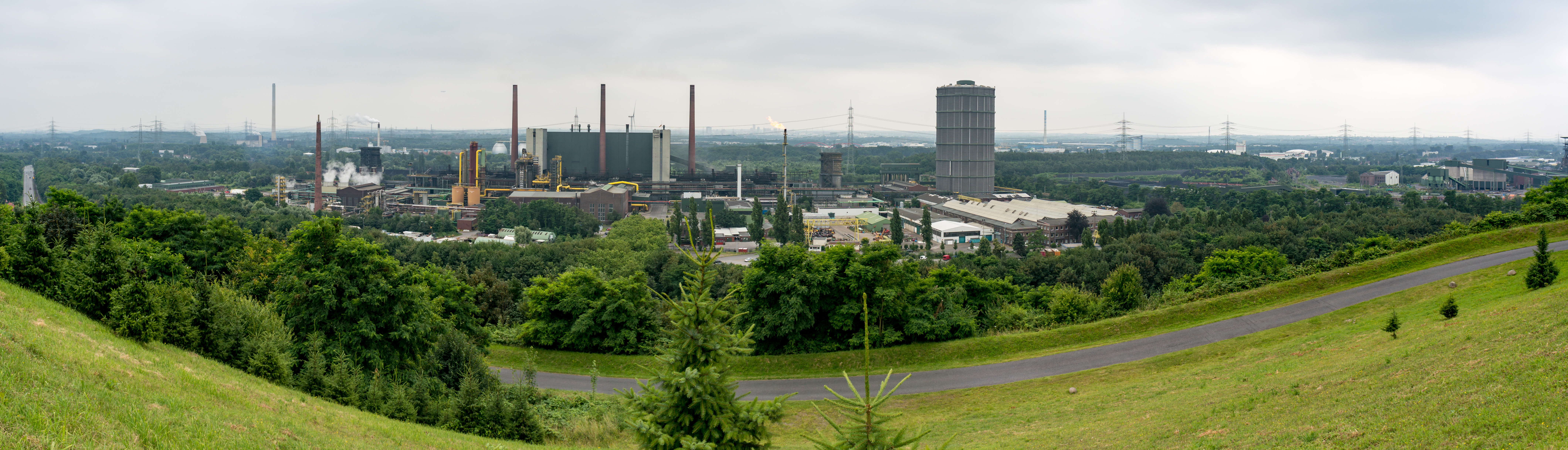
Cokesfabriek Prosper